# Costa Castelluccia
Costa Castelluccia è un rilievo dell'Appennino umbro-marchigiano, nel Lazio, nella provincia di Rieti, nell'area settentrionale del comune di Accumoli.